# 自律訓練法
自律訓練法（じりつくんれんほう、autogenic training）とは、1932年にドイツの精神科医ヨハネス・ハインリヒ・シュルツによって創始された自己催眠法であり、リラクセーション技法である。ストレス緩和、心身症、神経症などに効果がある。
自律訓練法は厳密には複数の訓練からなる。「標準訓練」、「黙想訓練」、「特殊訓練」などである。この内、中心になるのは標準訓練で、これが自律訓練法の基本的かつ必須の部分である。

## 歴史
もとはドイツの大脳生理学者オスカー・フォクトの臨床的催眠研究に基づく。フォクトの研究に刺激されたシュルツは1905年催眠と暗示の可能性について改めて検討を始めた。シュルツは人が催眠状態に入るとほとんどが共通とも言える2つの主観的な感じを報告することがわかった。一つは肢体がひどく「重たい」という感じであり、もう一つは、だんだん広がっていく「温かい」感じであった。彼はこの2つが覚醒状態から催眠状態への変化をもたらす本質的要因だろうと推測した。
そのため、今度は逆に四肢の「重たさ」や「温かさ」を考えるだけで催眠と似た心理・生理的状態を起こさせるのかが問題となった。そうして、「重たい」感じが筋肉の弛緩、「温かい」感じは更に身体全体及び心理的な弛緩によるものと考えられた。シュルツはこのような弛緩が暗示自体の効果というより、むしろこれこそが催眠生起に必須の心理・生理的条件だとした。
ゆえに、練習によって自分自身で心身の弛緩を体系的に進めるとその結果催眠と似た状態が自然発生的に作り出せると考えた。いくつもの自己暗示が試され実験的検討が多年にわたり重ねられ、身体的感覚を中心とした一連の自己暗示の系列が組まれ、標準的なやり方ができ上がった。これによって被験者は他者催眠によらないでも、催眠に似た状態を誘導出来るようになったし、どんな催眠現象とも同じような現象を引き起こせることもわかってきた。この方法はその内臨床的にも有用なことがわかってきた。
この実験的、および臨床的研究結果をまとめて、1932年シュルツは著書『自律訓練法(Das Autogene Traininng)』を公にした。この年が自律訓練法の創始年とされている。シュルツによる技法の原型は1926年に発表した"autogene Organ bungen"である。
日本で自律訓練法が初めて紹介されたのは1951年、京都大学の佐藤幸治によってである。

## 自律訓練法（標準訓練）の構成
最も一般的な自律訓練法は、次の背景公式（基礎公式ともいう）と第1公式〜第6公式の合計7つの公式からなる。
- 背景公式

気持ちがとても落ち着いている。
- 第1公式

手足が重い。-「右腕が重たい」「左腕が重たい」「右脚が重たい」「左脚が重たい」/「両腕が重たい」「両脚が重たい」/「両手両脚が重たい」
- 第2公式

手足が温かい。-「右腕が温かい」「左腕が温かい」「右脚が温かい」「左脚が温かい」/「両腕が温かい」「両脚が温かい」/「両手両脚が温かい」
- 第3公式

心臓が静かに打っている。
- 第4公式

呼吸が楽になっている。
- 第5公式

お腹が暖かい。
- 第6公式

額が涼しい。
これらの公式を順に心の中で繰り返し唱え、自己催眠状態になっていく。
自律訓練法では、特有の生理的変化や意識状態(めまい、脱力感など)が生じることもあるため訓練の後は消去動作を行うことが推奨されている。
消去動作　－　下記の運動により特有の生理的変化や意識状態が取り消される。
- 1　両手の開閉運動
- 2　両肘の屈伸運動
- 3　大きく背のび
- 4　深呼吸

目的に応じて、一部の公式を省いたり、別の公式にするなどした変法も多い。
多くの場合、特にリラックス効果を期待している場合は第2公式までを練習すれば十分である。それ以下の公式は自己催眠状態など深い状態を目指す時に。
なお、数学などでもないのに「公式」という言葉を使うのは奇異に聞こえるが、自律訓練法では「公式」というのが普通である。

## 効果
自律訓練法は、疲労回復、ストレス緩和、仕事や勉強の能率向上、抑うつや不安の軽減などの効果がある。
また、心身症、神経症などの精神科、心療内科領域の病気にも効果がある。
自律訓練法は自己催眠への誘導法であるので、変性意識状態の体験、多幸感の体験、深いリラックス状態の体験などがある。

## 実施方法
実施に先立ち、以下のようなことに注意する。専門家の指導のもとに行うことが好ましい。
- 実施場所は、気が散らないように、静かで快適な温度の場所がよい。
- 極端な空腹感や満腹感があるときや便意のあるときは、気が散るので実施を避ける。
- 衣服はゆったりとしたものが良い。身体を締め付けるベルトやネクタイは外す。
- 姿勢は仰向けか、椅子に座った姿勢が良い。目は閉じる。
- 1回あたりは最大でも5分程度に留めておく。1日に2〜4回程度が適量と言われている。
- 心臓、呼吸器、消化器、脳に疾患のある場合は、行なうべきではない。

準備が出来たら、背景公式〜第1公式〜第6公式までを心の中で唱える。身体が公式通りになることを感じとれるように注意を集中する。しかし、緊張状態になってはいけない。
成功すれば各公式のような感覚を得られるはずである。このときは、感覚的なものだけでなく手足の温度の上昇、心拍数の減少などの身体的な変化が実際に起きている。
自律訓練法を終了するときには、消去動作（終了動作などともいう）を行なう必要がある（自律訓練法後に就寝する場合は必要ない）。これを怠ると不快感や脱力感などが起こることがある。消去動作は、手足の屈伸を数回行い、背伸びと深呼吸を行なってから目を開ける。

### 副作用
正しい方法で行わなかった場合には、かえって自律神経が乱れたり強い不安感に襲われる事がある。リラックスできる環境で行われるべきである。

## 具体的な訓練方法
指導者や個人の見解でやり方に違いはあるが、ここではヨハネス・ハインリヒ・シュルツ・成瀬悟策が書いた「自己催眠」による訓練の進め方を紹介する。

### 姿勢の留意点
仰向けは寝椅子か床、あるいは直に畳に横たわれるので初心者が練習するのに最も楽な姿勢である。両脚は少し開いて力抜く。もも部分の力を十分緩めるには膝関節の下へたたんだ毛布など何か支えを置くと良い。かかとはくっつけないほうが良い。胴、肩、頭などは左右に偏らないようにし、まっすぐにする。頭やくび、肩などの部位が最も楽になるように枕を調節する。腕は力を抜いて少し曲げ、胴の脇に掌を下にして置く。指はやや伸ばし自然に曲げ胴に触れないようにする。
これらのことをどれかを欠くと好ましくない効果が生ずることがある。マットレスや枕など柔らかいものを使うとかえって頭や肩の緊張する人もある。畳の上のような硬いもののほうが良いことも有るから人によって色々試してみる。
この他、椅子姿勢などあるが具体的なことはここでは割愛する。

### 心構え
心構えは練習の進歩に直接的な影響を及ぼす。大切なことは、「虚心」「持念」「留意」の3つである。
- 虚心：公式の示す内容を早く実現しようとして、特にきばったり、注意したりしないで、ぼんやりとその公式に心を向けていることが必要である。公式の内容についての意味を考えるでもない。ちょうどお題目や念仏を唱えたり、或いは禅の公案を練るときの気持ちのような無心の心構えで公式の内容が体験的に実現するのを待つのである。
- 持念：公式を断えず念頭に持ち続ける事が次に大切である。虚心、無心と言っても何も心にないというのではない。公式の言葉を、しかもその意味から離れて心のなかに維持するのである。例えば公式の文字を字幕のように心像として眺めるもよし、あるいは声を聞くかのように繰り返し聴き続けてもよい。いわば心眼、心耳にそれを保つのである。
- 留意：同時に公式が示す身体部位に心を置く。太陽神経叢（お腹）、脚、足などある程度正確に身体部位を知ってそこに留意することが大切である。勿論、その部位が“重くなれ”とか“重くなったか”などと言うふうに気を配るわけではない。虚心に、またひたすらそこに留意するだけである。

実はこれらの心構えが自律訓練法ではもっとも重要なもので、むしろこの訓練法では全てがそうした特殊な心構えを習得するために組み立てられており、それを適切に出来るようになることを目的にした練習法だと言って良いほどである。各自がその心構え体得のためにそれぞれ工夫するほかない。

### 暗示
「自己催眠」によれば公式の効果を感じるまでは次の公式に進んではいけない。つまり最初は第1公式の「重い」だけを繰り返すことになる。
また、「右腕が重い」「左腕が重い」など対象部位を細かく分けるのが普通である。この時、対象部位に公式の感覚が出てくるまで次の部位に進まないのも同じである。
最初は背景公式（数回繰り返す）の次に「右腕が重い」を30〜60秒繰り返したら直ぐに消去動作に移り1回の訓練は終わりである。（最初の腕は通常利き腕から始める。つまり左利きの人は左腕から）
対象部位に効果が出るようになったら、次の部位を公式に組み込んでいく。「背景公式」、「右腕が〜」、「左腕が〜」、「消去動作」。
更に「右脚が〜」、「左脚が〜」と組み込んでいき、慣れてきたら（効果が簡単に出るようになったら）まとめて「両手両脚が重い」等とする。
更に進むと、第1と第2をまとめた「両手両脚が重くて温かい」等と短くまとめることができる。
公式の間に適時、背景公式「気持ちが落ち着いている」を何回かはさむようにする。
なお、「右腕」の後が必ずしも「左腕」とは限らず、同じ右側の「右脚」となる人も居る。対象部位をどの順でやるかというのは個人差があり、効果の出方で決める。
訓練初期や初心者は1回の訓練は長くて5分ほどで終了しなければいけない。公式を短くまとめるのもそのためである。1回練習を行ったらきっぱりと終了・覚醒し、直ちに2回目の練習に入る。
1回の訓練を長々やっていても効果が上がらないばかりか逆効果である。それより回数を多くする方が効果的である。基本的には一度の練習は3回を1セッションとし、それを朝・昼・晩と3セッション練習するのが良いとされる。出来ない場合は朝・晩の2セッション、或いは就寝前に1セッションだけでもやるようにする。
効果を上げるのに一番大事な事は、練習量が少なくても毎日継続することである。毎日続けないと進歩が著しく停滞する。
大抵の場合、1〜6の公式それぞれの習得に数週間から長くて2ヶ月程を要する。全ての公式の習得に早ければ1ヶ月、長くて1年以上かかる。
1回の練習が終わったらその都度、消去動作で終了・覚醒する。そのためには両腕（両脚を）強く2〜3回屈伸し、次に深く呼吸してから目を開ける。
消去動作で最初に目を開けるとめまいなどを起こすことがあるので、目を開けるのは手足を動かすなどしてからにする。目を瞑ったままベッドなどから降りるのは危険なので訓練をした状態・体制である程度体を動かして解除してから目を開けるようにするということである。

## 黙想訓練

### 標準訓練の深化
以下の公式で20〜30秒で全ての効果が出るように訓練する。
「気持ちがとても落ち着いている。・・・両腕・両脚が重たくて、温かい（数回反復）。・・・気持ちがとても落ち着いている。・・・心臓が静かに規則正しく打っている。・・・楽に呼吸をしている。・・・お腹が温かい。・・・額が涼しい。」
最初のうちは集中が続かず無意味、逆効果となるので1回の訓練時間は長くて5分程としたが、習熟するに従い伸ばすようにしていく。5分から30分（或いはそれ以上）まで伸ばしも効果を維持出来るように訓練する。
また、雑音や色々な妨害刺激がある日常の生活場面でも、練習がうまく行くように訓練していく。

### 色彩心像視
この訓練は30分から1時間まで時間を延長しなければならないかもしれない。練習は次の2段階に分けてすすめる。
A　-自然色心像視-　2〜8週間にわたって自然に現れる視覚的な色の経験を習得していくと、ある混合色が見えるようになり、その内一定の色がはっきり見えるようになる。それはいわば個人色であり、練習者自身のそれぞれ意味のあるものでありこうでなくてはいけないというような標準色というものは存在しない。
B　-特定色心像視-　意図した色（指導者が指定した色）が楽に心像視出来るように訓練するもので、この色はイメージや物体の色ではなく（表面色的ではなく）、主としてスペクトル的な色（平面色的）である。普通、個人色から始めて徐々に変化していって最後には指定された色が自由に見えるようになる。大体2〜3週間掛かるのが普通である。

### 事物心像視
これは、色彩の視覚心像化よりも困難である。したがって練習時間も40〜60分に延長し忍耐を持って進めないといけない。
A　-具体的心像視-　はじめ、ある具体的な事物全般について、完全に受動的な態度で待っていると自然にある事物が心像となって現れる。勿論、漠然としていて曖昧であり、出現時間も短いものである。数週間の内にだんだんはっきりと現れるようになり、イメージも消えないようになる。そうなるまで次の段階に進まない。
B　-抽象心像視-　「公正」「自由」「幸福」などのような抽象的なものに注意を集中するのであるが、人によってかなり違った経験を報告するものである。例えば映画のような生き生きしたもの、一辺の紙切れのようなもの、非現実的な幻想など様々である。これを2〜6週間続ける。
自己統制のよくできる、判断力のある練習者ではこの段階でカタルシス効果を上げるよう練習を進めることが出来る。

### 場面・情動経験
広々とした海を眺めている時に経験する気分のような概括的な感情状態に注意集中することからはじめ、過去の体験、願望の世界などを心像視する。多くの場合、映画のようなイメージが現れてくるのであるが、日常の生活場面や過去経験に関係した特定人物は、はっきりと視覚化されにくいのが普通である。

### 人物心像視
はじめは比較的中性的な人物の視覚化に注意を集中する。はじめはイメージもぼんやりしていて消えやすいが数週間から数ヶ月練習するとだんだんはっきりして消えなくなってくる。さらに、敵意を抱いている人、嫌いな人をも視覚化出来るようになるし、それらの人に対する態度もはっきりしてくる。

### 自己観照
「自分は何がしたいのか」「自分にはどんな欠点があるか」あるいは「我とは何ぞや」というような形で自分自身に問いかけながら、自然に現れるイメージを見るのである。これは個人差も大きく、経験は様々である。神経症的な人の場合は、コンプレックスと関連した心理・力動的な問題が色々現れてくる。

## 特殊訓練
上述の練習を患者に適用するための補助的練習として、「器官調整法」と「自己鍛錬法」の2つの方法が加えられる。前者は主に生理的効果、後者は心理的効果を狙う臨床的方法である。いずれも標準練習がマスターされた練習者にのみ適用するのを原則とする。しかも必ず指導者の指示の下にしか用いさせてはならない。